# 迪古尔河
迪古尔河（荷蘭語：Digoel）是印度尼西亚巴布亚省南部的主要河流，位于新几内亚岛。河流全长525（326英里），塔纳默拉以下河段可航行。
上游的沼泽地属波文迪古尔县，波文迪古尔（Boven-Digoel）是荷兰语，意为迪古尔河上游。二十世纪初，塔纳默拉是荷兰殖民当局的流放地。基于1926年印尼共产党的叛乱，荷兰将最头疼的823名革命家流放此地
迪古尔河发源于毛克山脉南坡，先向南流后转向西，最终在马皮县南部注入阿拉弗拉海。河流主要流经低洼的沼泽地，并在约斯·苏达索岛以北冲击出一个河口三角洲。

## 资料来源
1. ↑  Brackman, A.C., Indonesian Communism: A History, 1963, Praeger Press